# Love Unlimited (gruppo musicale)
Le Love Unlimited sono state un gruppo vocale statunitense. Vengono ricordate per essere state le coriste di Barry White e aver inciso diversi dischi di successo a loro nome. Erano supportate dalla Love Unlimited Orchestra.

## Storia del gruppo
Le Love Ulimited si formarono a San Pedro, a Los Angeles (California) nel 1969. Erano composte dalle sorelle afroamericane Glodean e Linda James più la loro cugina Diane Taylor.
Il loro primo singolo Walkin' in the Rain with the One I Love (1972) raggiunse la posizione numero 14 della Billboard Hot 100, la numero 7 della Top 100 di Cash Box, la numero 6 della Best Selling Soul Singles Chart e la numero 14 della UK Singles Chart. Walkin' in the Rain with the One I Love vendette più di un milione di copie e vinse un disco d'oro.
Il loro primo album From a Girl's Point of View We Give to You... Love Unlimited (1972) giunse alla posizione numero 3 della classifica pop di Billboard. Dall'album venne estratto il singolo It May Be Winter Outside (But in My Heart It's Spring), scritta da Barry White e Paul Politi nel 1966 e originariamente destinata ad essere cantata da Felice Taylor; il brano raggiunse la posizione 11 della classifica britannica.
I Belong to You (1975) stazionò al primo posto della R&B Chart per una settimana e si piazzò alla posizione numero 27 della Billboard Hot 100. La canzone è contenuta nel terzo album delle Love Unlimited In Heat (1974), contenente una versione vocale dello strumentale Love's Theme.
Il trio pubblicò altri due album per la Unlimited Gold di Barry White prima di sciogliersi nel 1981. Diane Taylor morì di cancro nel 1985.

## Formazione
- Glodean James – voce
- Linda James – voce
- Diane Taylor – voce

## Discografia

### Album in studio
- 1972 – From a Girl's Point of View We Give to You... Love Unlimited
- 1973 – Under the Influence of... Love Unlimited
- 1974 – In Heat
- 1977 – He's All I've Got
- 1979 – Love Is Back

### Singoli
- 1972 – Walkin' in the Rain with the One I Love
- 1972 – Is It Really True Boy - Is It Really Me
- 1972 – Are You Sure
- 1973 – Fragile - Handle with Care
- 1973 – Oh Love, Well We Finally Made It
- 1973 – Yes, We Finally Made It
- 1973 – It May Be Winter Outside (But in My Heart It's Spring)
- 1974 – Under the Influence of Love
- 1974 – People of Tomorrow Are the Children of Today
- 1974 – I Belong to You
- 1975 – Share a Little Love in Your Heart
- 1977 – I Did It for Love
- 1979 – High Steppin', Hip Dressin' Fella (You Got It Together)
- 1980 – I'm So Glad That I'm a Woman
- 1980 – If You Want Me, Say It